# Robert La Roche
Robert La Roche (* 1938 in Wien) ist ein österreichischer Brillen-Designer.
Robert La Roche verbrachte einen Großteil seiner Kindheit in Kirchbach/St. Andrä in Niederösterreich und lebt heute in Wien. Nach dem Studium der Wirtschaftswissenschaften begann er bei der UNO und war bei verschiedenen Unternehmen und Werbeagenturen in den USA, in Deutschland und in Japan tätig.
Er startete als Autodidakt mit dem Brillendesign und gründete 1973 das Unternehmen Lunettes Robert La Roche mit Hauptsitz in Wien.
Das Unternehmen Christian Dior produzierte als erstes seine Entwürfe, bald folgten Porsche und Carrera. La Roche entwarf jährlich etwa 50 neue Modelle in unterschiedlichen Materialien und Farben.
1999 verkaufte Robert La Roche die von ihm aufgebaute Marke und entwirft heute Dekorationen und Möbel.
Das Museum für angewandte Kunst (Wien) widmet ihm ab Mai 2016 seine erste Einzelausstellung in einem Museum.